# Tom Danielson
Tom Danielson (* 13. März 1978 in East Lyme, Connecticut) ist ein ehemaliger US-amerikanischer Radrennfahrer. Er platzierte sich viermal unter den ersten Zehn einer Grand Tour und wurde zweimal wegen Dopings gesperrt.

## Karriere
Tom Danielson begann seine Karriere 2002 beim Mercury Cycling Team, mit der im selben Jahr die Tour of Qinghai Lake gewann. Nachdem er 2003 die Tour de Langkawi gewann unterzeichnete er 2002 einen Vertrag beim italienischen Team Fassa Bortolo, wo er jedoch keine Erfolge erzielen konnte.
Im darauffolgenden Jahr wechselte er zu Discovery Channel, der Equipe um Lance Armstrong, der damals schon sechs seiner sieben später wegen Doping aberkannten Tour-de-France-Siege errang. Danielson gewann im April 2005 die Gesamtwertung der Tour de Georgia vor Levi Leipheimer und Floyd Landis auf die Plätze verwies. Im weiteren Saisonverlauf erreichte er den siebten Gesamtrang der Vuelta a España.
Im Jahr 2006 sicherte er sich den Gesamtsieg der Österreich-Rundfahrt. Bei der Vuelta a España 2006 konnte er seinen bis dahin größten Erfolg feiern, als er durch einen geglückten Ausreißversuch eine schwere Bergetappe vor dem späteren Gesamtsieger Alexander Winokurow gewann. Zusätzlich belegte er am Ende der Rundfahrt den sechsten Gesamtrang.
2008 wechselte Tom Danielson zum Professional Continental Team Slipstream-Chipotle, das in der Saison 2009 unter dem Namen Garmin-Slipstream eine Lizenz als ProTeam erhielt. An seine vergangenen guten Leistungen bei der Spanienrundfahrt konnte er im Jahr 2010 anknüpfen, als er konstant gute Leistungen zeigte und das Rennen auf dem achten Platz beendete.
Nachdem Danielson 2011 die Kalifornien-Rundfahrt auf Platz drei hinter Chris Horner und Levi Leipheimer und die Tour de Suisse als Neunter beendete, berief Teamchef Vaughters in den Kader für die Tour de France. Nachdem die nominellen Teamkapitäe Christian Vande Velde und Ryder Hesjedal viel Zeit verloren, übernahm Danielson die Kapitänsrolle und belegte Danielson bei seinem Tourdebüt im Alter von 33 Jahren in der Gesamtwertung Platz acht und gewann mit seinem Team die Mannschaftswertung.
Am 10. Oktober 2012 wurde Danielson wegen Dopings von der USADA für 6 Monate gesperrt. Er hatte als Kronzeuge im Laufe der Ermittlungen gegen seinen früheren Teamkollegen Lance Armstrong und das Team gegen diesen ausgesagt hat. Der Gesamtsieg der Österreich-Rundfahrt 2006 wurde aberkannt.
Nach Ablauf seiner Sperre gewann Danielson in den Jahren 2013 und 2014 die Tour of Utah.
Im Juli 2015 wurde Danielson positiv auf synthetisches Testosteron getestet. Im Oktober 2016 wurde er rückwirkend für vier Jahre wegen Dopings gesperrt. Danielson habe die Strafe akzeptiert, teilte die US-Antidoping-Agentur USADA mit. Die Sperre läuft am 3. August 2019 aus.

## Erfolge
| 2002 - Gesamtwertung und zwei Etappen Tour of Qinghai Lake 2003 - Gesamtwertung Tour de Langkawi 2005 - Gesamtwertung und eine Etappe Tour de Georgia 2006 - eine Etappe Tour de Georgia - Gesamtwertung Österreich-Rundfahrt (aberkannt) - eine Etappe Vuelta a España 2009 - eine Etappe Burgos-Rundfahrt | 2011 - Mannschaftszeitfahren Tour de France 2012 - Mannschaftszeitfahren Tour of Utah - eine Etappe USA Pro Cycling Challenge 2013 - Gesamtwertung Tour of Utah 2014 - Gesamtwertung und eine Etappe Tour of Utah 2015 - Bergwertung Katalonien-Rundfahrt |

## Platzierungen bei den Grand Tours
| Grand Tour            | 2005 | 2006 | 2007 | 2008 | 2009 | 2010 | 2011 | 2012 | 2013 | 2014 | 2015 |
| --------------------- | ---- | ---- | ---- | ---- | ---- | ---- | ---- | ---- | ---- | ---- | ---- |
| Giro d’ItaliaGiro     | DNF  | DNF  | –    | –    | 78   | –    | –    | –    | 49   | –    | DNF  |
| Tour de FranceTour    | –    | –    | –    | –    | –    | –    | 8    | DNF  | 60   | –    | –    |
| Vuelta a EspañaVuelta | 7    | 6    | DNF  | –    | DNF  | 8    | –    | –    | –    | –    | –    |